# Elena Marinucci
Elena Marinucci, née le 18 août 1928 à L'Aquila et morte le 31 mars 2023 à Rome, est une femme politique italienne.
Membre du  Parti socialiste italien et des Socialistes démocrates italiens, elle siège au Sénat italien de 1983 à 1992 ainsi qu'au Parlement européen de 1994 à 1999. Elle est sous-secrétaire d'État à la Santé de 1987 à 1992 dans les gouvernements Goria, De Mita, Andreotti VI et Andreotti VII.